# Taxis-Bordogna-Valnigra

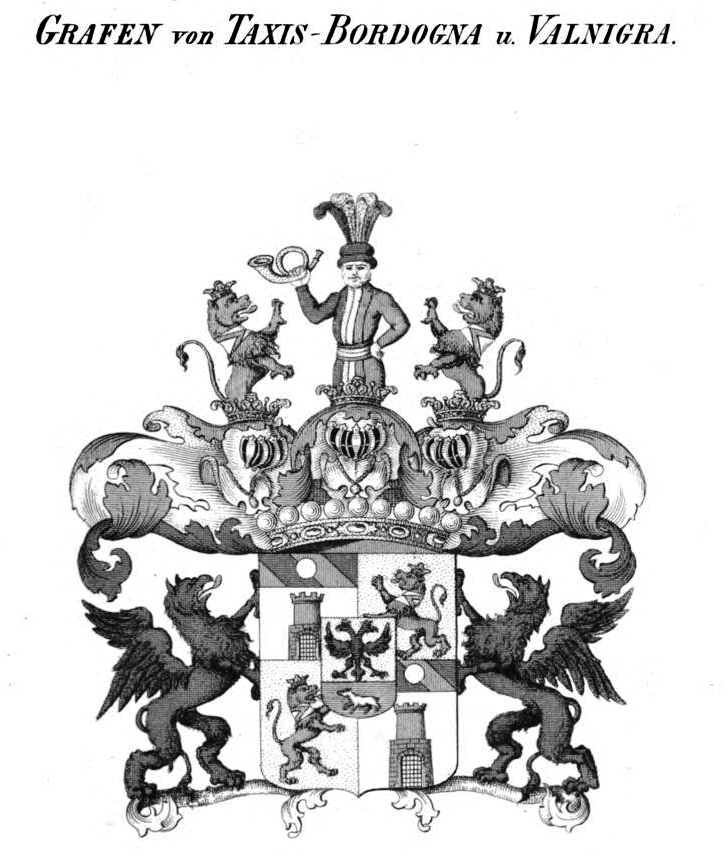
Wappen der Grafen von Taxis-Bordogna und Valnigra

Taxis-Bordogna-Valnigra ist der Name der Nachkommen der Elisabeth Taxis († 1518), die mit Bonus von Bordogna verheiratet war. Elisabeth Taxis war eine Schwester des Brüsseler Generalpostmeisters Johann Baptista von Taxis (1470–1541), dem Stammvater der Fürsten Thurn und Taxis.

## Familie
Das Geschlecht, urkundlich erstmals erwähnt 1148 mit Angelbertus de Fondra, geht zurück auf Bonazolus Fondra de Bordogna (* um 1330).
Bonus von Bordogna war mit seinen Schwägern Taxis im Postwesen tätig und übernahm von seinem Schwager David von Taxis das Postamt in Trient. Zunächst lautete der Name Bordogna von Taxis. Anlässlich der Erhebung in den Freiherrenstand durch Kaiser Karl VI. wurde der Name auf Freiherrn, später auf Grafen von Taxis-Bordogna-Valnigra geändert. Der freiherrliche Zweig hatte das Obrist-Erbpostmeisteramt zu Trient und an der Etsch, der gräfliche das Obrist-Erbpostmeisteramt zu Bozen inne.

### Tasso von Sachsen-Coburg und Braganza

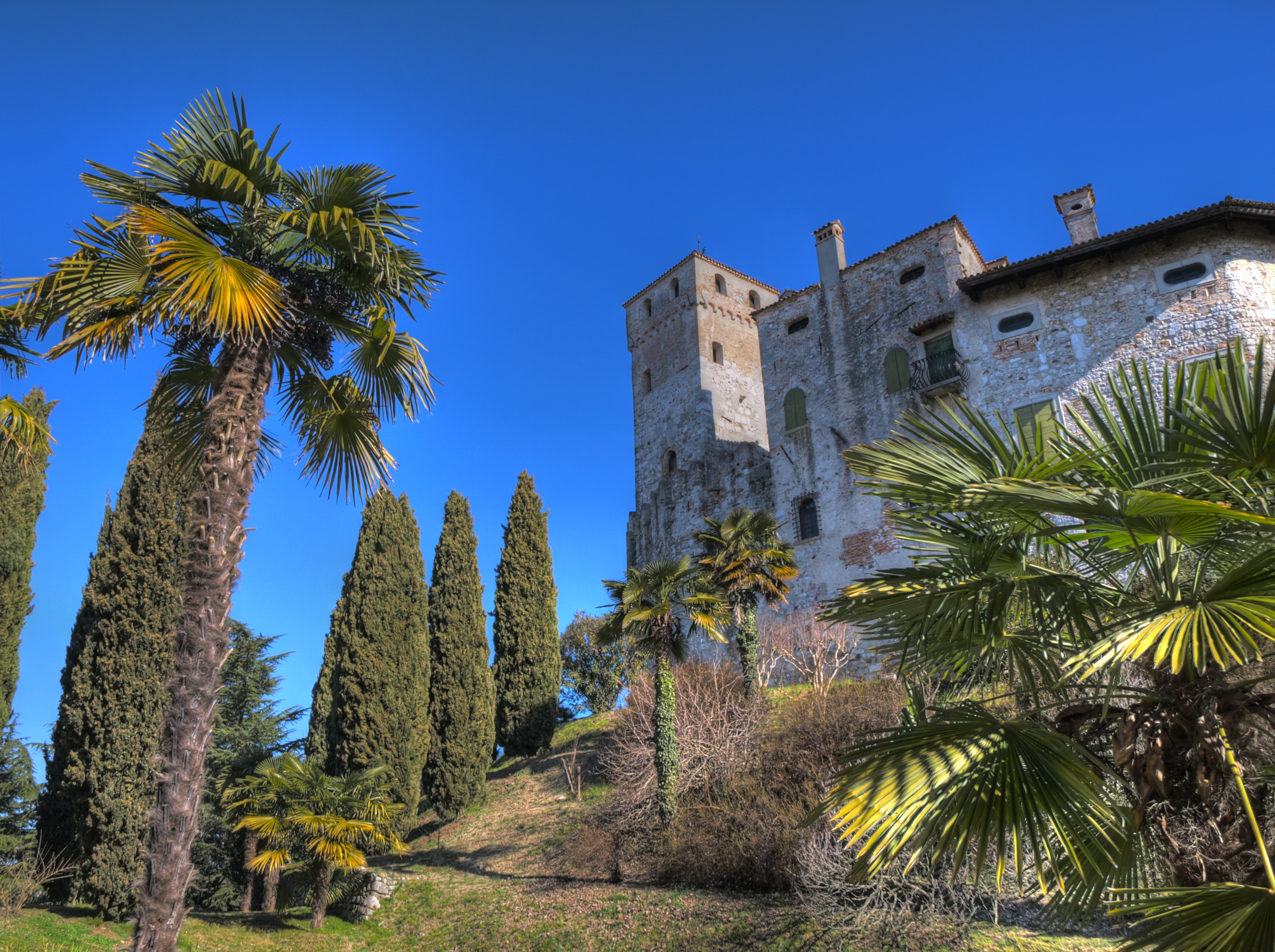
Burg Villalta bei Fagagna, Friaul

Die Nachkommen von Lamoral Freiherrn Taxis di Bordogna e Valnigra (1900–1966) aus seiner Ehe mit Prinzessin Theresia Christiane von Sachsen-Coburg und Gotha (1902–1990), Tochter des kaiserlich brasilianischen Thronprätendenten August Leopold von Sachsen-Coburg und Gotha und der Karoline Marie von Österreich-Toskana, nennen sich Tasso von Sachsen-Coburg und Braganza. Dom Carlos Tasso erwarb 1973 die Burg Villalta bei Fagagna im Friaul, die von 1453 bis 1905 den Grafen della Torre gehört hat.

## Abfolge der Postmeister und Obrist-Erbpostmeister
- Bonus de Bordogna (1482–1560), kaiserlicher Postmeister zu Trient
- Lorenz I. Bordogna von Taxis (1510–1559), kaiserlicher Postmeister zu Trient
- Johann Baptista Bordogna von Taxis (1538–1593), kaiserlicher Postmeister zu Trient
- Lorenz II. Bordogna von Taxis (1574–1612), kaiserlicher Postmeister zu Trient
- Lorenz III. Bordogna von Taxis (1612–1651), kaiserlicher Postmeister zu Trient

### Trientiner Linie
- Peter Paul Bordogna von Taxis (1639–1706),[1] kaiserlicher Postmeister zu Trient
- Lorenz Anton Freiherr von Taxis-Bordogna-Valnigra (1671–1744), Obrist-Erbpostmeister zu Trient
- Johann Franz Freiherr von Taxis-Bordogna-Valnigra (1724–1791), Obrist-Erbpostmeister zu Trient
- Alois Lorenz Freiherr von Taxis-Bordogna-Valnigra (1750–1805), Obrist-Erbpostmeister zu Trient
- Peter Vigilius Freiherr von Taxis-Bordogna-Valnigra (1780–1836), Obrist-Erbpostmeister zu Trient
- Josef Emmanuel Freiherr von Taxis-Bordogna-Valnigra (1834–1886), Obrist-Erbpostmeister zu Trient

### Bozener Linie
- Lorenz IV. Bordogna von Taxis (1651–1723), kaiserlicher Postmeister zu Bozen
- Ferdinand Philipp Freiherr von Taxis-Bordogna-Valnigra  (1706–1776), Obrist-Erbpostmeister zu Bozen
- Franz Josef Freiherr von Taxis-Bordogna-Valnigra  (1733–1797), Obrist-Erbpostmeister zu Bozen
- Ägid Josef Graf von Taxis-Bordogna-Valnigra (1782–1862),[2] Obrist-Erbpostmeister zu Bozen, k.k. Kämmerer und Generalmajor
- Johann Nepomuk Graf von Taxis-Bordogna-Valnigra (1833–1889), Obrist-Erbpostmeister zu Bozen
- Johann Ägid Graf von Taxis-Bordogna-Valnigra (1856–1930), Obrist-Erbpostmeister zu Bozen